# HTV (TV-företag)
HTV, är ett TV-företag och ITV-licensinnehavaren för Wales och västra England. Företaget ägs av ITV plc.
HTV tog över efter Television Wales and West 1968 och hette då Harlech Television (efter företagets chef, Lord Harlech). I och med introduktionen av färg-teve 1970 blev namnet HTV.
Över HTV:s region sänds två tjänster: ITV1 Wales (tidigare HTV Wales) i Wales och ITV1 West (tidigare ITV1 West of England och innan dess HTV West) i den engelska delen. Namnet ITV1 West syns bara innan regionala program, annars använder man bara namnet ITV1 och har samma programpresentatörer som övriga England. På ITV1 Wales syns dock namnet "ITV1 Wales" hela tiden och kanalen har egna programpresentatörer, med undantag för nattsändningarna.
HTV-namnet förekommer alltså inte längre som namn på tv-kanalen, men syns i slutet av produktioner för kanalen S4C. Namnet HTV behölls även för nyhetsprogrammen fram till 2 februari 2004 då de också bytte namn till ITV.
Bland HTV:s program ingår "ITV Wales News", "ITV West News", "The Ferret", och "Nuts and Bolts". Man producerar inte längre särskilt mycket program för hela ITV-nätverket. När man gjorde så gjorde man bland annat TV-serien Robin av Sherwood på 1980-talet samt mycket barnprogram.
Sedan 1982 gör HTV kymriska program åt S4C. Före starten av S4C var HTV:s kvällsnyheter i Wales uppdelade i två kvartar, först Y Dydd på kymriska och sedan Report Wales på engelska.
1996 tog United News and Media plc över HTV. År 2001 såldes HTV till Carlton Communications, även om namnet HTV inte blev Carlton som på de andra Carltonägda stationerna. Sedan februari 2004 är företaget en del av ITV plc.